# (33881) 2000 JK66
2000 جاي كي 66 (ويعرف أيضًا باسم (33881) 2000 جاي كي 66 وفق تسمية الكوكب الصغير) (بالإنجليزية: 2000 JK66)‏ هو كويكب ضمن حزام الكويكبات؛ وترتيبه 33881 من حيث الاكتشاف.
اكتُشف هذا الجُرم الفلكي بواسطة بحث لنكولن عن الكويكبات القريبة من الأرض في 6 مايو 2000.

## وصلات خارجية
- (33881) 2000 JK66 في قاعدة بيانات مختبر الدفع النفاث لأجرام النظام الشمسي الصغيرة

- الاكتشاف · مخطط المدار ·  العناصر المدارية · المعلمات المادية

- (33881) 2000 JK66 على موقع ويكي سكاي: DSS2, SDSS, GALEX, IRAS, Hydrogen α, X-Ray, Astrophoto, Sky Map, Articles and images